# St. Peter, Baden-Württemberg
St. Peter är en kommun och ort i Landkreis Breisgau-Hochschwarzwald i regionen Südlicher Oberrhein i Regierungsbezirk Freiburg i förbundslandet Baden-Württemberg i Tyskland.
Kommunen ingår i kommunalförbundet St. Peter tillsammans med  kommunerna St. Märgen och St. Märgen.